# Mercedes-Benz Vaneo
Mercedes-Benz Vaneo este un mini VAN care are a fost prezentat la Salonul Auto de la Frankfurt între 13-23 septembrie.
Vaneo are cinci locuri pentru adulți și două locuri pentru copii sau de până la 3000 de litri pentru bagaje.
A avut trei linii de echipamente, TREND, FAMILY și AMBIENTE, a fost disponibil cu trei motoare pe benzină și două motoare diesel.
La capitolul siguranță au fost incluse 4 airbag-uri, ABS, Brake Assist, ESP și patru dispozitive de pretensionare a centurilor.
În 2005 septembrie au fost rechemate modelele construite între 2002 aprilie 2002 - 2003 aprilie din cauza fisuri în adâncitura pentru capacele de plastic din brațele ștergătoarelor poate duce la desprinderea brațelor ștergătoarelor. Înlocuirea brațelor ștergătoarelor atunci când a fost necesar s-a schimbat gratuit.
În 2012 octombrie a fost lansat succesorul lui Vaneo, Citan care se bazează pe Renault Kangoo.

## EuroNCAP
Mercedes Vaneo a primit 27 de puncte (4 stele). 
În accidentul frontal mașina a primit 69%. În coliziunea laterală scorul a fost chiar de 89% din puncte maxime. 
Scorul lui Vaneo este asemnător cu cel de clasa A în anul 1999. Este pentru că ambele mașini împart aceeași platformă.

## Motorul și Transmisia[5]
Gama de motorizări cuprindea 3 motoare pe benzină și două motoare diesel.
|                              | Vaneo                     | Vaneo 1.6                             | Vaneo 1.9                             | Vaneo CDI                 | Vaneo CDI 1.7                         |
| Motor                        | R4-Benzină M 166          | R4-Benzină M 166                      | R4-Benzină M 166                      | R4-Diesel OM 668          | R4-Diesel OM 668                      |
| Capacitatea cilindrică       | 1598 cm³                  | 1598 cm³                              | 1898 cm³                              | 1689 cm³                  | 1689 cm³                              |
| Puterea maximă               | 60 kW (82 CP) la 5000/min | 75 kW (102 CP) la 5250/min            | 92 kW (125 CP) la 5500/min            | 55 kW (75 CP) la 3900/min | 67 kW (91 CP) la 4000/min             |
| Cuplul maxim                 | 140 Nm la 2500/min        | 150 Nm la 4000/min                    | 180 Nm la 4000/min                    | 160 Nm la 1500/min        | 180 Nm la 1600/min                    |
| Trațiunea                    | Față                      | Față                                  | Față                                  | Față                      | Față                                  |
| Cutia de viteze (opțional)   | 5 trepte, manuală         | 5 trepte, manuală (5 trepte automată) | 5 trepte, manuală (5 trepte automată) | 5 trepte, manuală         | 5 trepte, manuală (5 trepte automată) |
| Viteza maximă, km/h          | 155                       | 167 (163)                             | 180 (175)                             | 150                       | 160 (156)                             |
| Accelerația, 0–100 km/h în s | 15,8                      | 13,5 (14,3)                           | 10,8 (11,1)                           | 19,5                      | 16,0 (16,0)                           |
| Norma de poluare UE          | Euro 4                    | Euro 4                                | Euro 4                                | Euro 3                    | Euro 3                                |